# Melfi
Melfi is een stad in de Zuid-Italiaanse regio Basilicata (provincie Potenza).
De stad wordt omgeven door dichte kastanjebossen en vruchtbare zaailanden. Ten zuiden van Melfi verhelft zich de 1326 meter hoge uitgedoofde vulkaan de Vulture. Op de hellingen vindt veel fruitteelt en wijnbouw plaats. De wijnen afkomstig van de Vulture dragen de naam Aglianico del Vulture. Nabij de stad is circa 1993 een FIAT-fabriek geopend; als impuls om de zwakke lokale economie aan te wakkeren.
Sinds 1975 is Melfi hoofdstad van het gelijknamige district dat 17 gemeenten omvat. De stad heeft enige tijd geleden een ontwerpvoorstel bij de regering ingediend voor afscheiding van de provincie Potenza. Melfi zou, bij goedkeuring, de derde provincie van Basilicata worden.
Het belangrijkste bouwwerk van Melfi is het immense kasteel dat net buiten het centrum ligt. Het werd eind 13e eeuw gebouwd door de Normandiërs en later in opdracht van Frederik II herbouwd. Het kasteel biedt onderdak aan het Museo archeologico nazionale del Melfese waar archeologische vondsten uit de omgeving worden tentoongesteld.

## Bezienswaardigheden
- Kasteel van Melfi
- Kathedraal (1153)
- Porta Venosina
- Grotkerk "Santa Margherita"